# Dogondoutchi
Dogondoutchi es una ciudad de Níger situada en el este de la región de Dosso. Con una población de 29.244 (censo de 2001), Dogondoutchi es la ciudad más grande, además del centro administrativo del arrondissement homónimo.
Está situada cerca de la frontera con Nigeria, es una ciudad de mayoría hausa. Una de las principales actividades económicas es el cultivo del mijo. La zona donde se asienta la ciudad fue duramente golpeada por la sequía y la crisis alimentaria nigerina de 2005/06.